# یانگ پیرسون
یانگ پیرسون (انگلیسی: Nigel Pearson؛ زادهٔ ۲۱ اوت ۱۹۶۳) یک بازیکن فوتبال اهل بریتانیا است.